# Chabowo
Chabowo [xaˈbɔvɔ] là một ngôi làng thuộc khu hành chính của Gmina Bielice, thuộc hạt Pyrzyce, West Pomeranian Voivodeship, ở phía tây bắc Ba Lan. Nó nằm khoảng 4 kilômét (2 mi) phía đông bắc Bielice, 13 km (8 mi) phía tây bắc Pyrzyce và 26 km (16 mi) về phía đông nam của thủ đô khu vực Szczecin.